# 金融犯罪执法局文件
金融犯罪执法局文件（英語：FinCEN Files）是由国际调查记者同盟调查、于2020年9月20日披露的金融犯罪执法局可疑活动报告文件，记录了1999年至2017年间全球多个金融机构逾20万起可疑金融交易，总涉及金额高达2万亿美元。可疑活动报告文件是银行怀疑旗下账户存在可疑资金活动时必须向执法局递交的文件。文件显示，银行和美国政府拥有这方面的金融情报，但鲜有干预当中洗钱等非法行为。170多个国家的金融机构为洗钱及其他诈骗犯罪提供条件。美国政府和银行业界遭到记者批评，英国广播公司认为文件显示“世界最大的银行允许罪犯在全球各地转移赃款”，BuzzFeed News指文件“为了解全球金融腐败现象提供了全新的观点，曝光了在背后撑腰的银行，以及坐视其不断发展壮大的政府部门”。

## 背景
金融犯罪执法局是美国财政部下辖部门，负责收集分析情报，打击洗钱、恐怖份子籌資活動、逃避经济制裁的行为等金融犯罪，整理金融机构在怀疑客户参与金融犯罪时必须递交的可疑活动报告。由于可疑活动报告会影响到相关犯罪的调查行动，以及涉事金融机构及人士的安全，美国政府将未经批准私自公开该报告的行为列为联邦罪行。执法局表示，尽管可疑活动报告不属于犯罪证据，但会给调查行动提供关键情报。仅在2019年，执法局就收集到200万份可以报告，但人手在2009年到2019年间下降了10%。此外，《BuzzFeed News》的报道透露，多数可疑报告从未有人看过或采取针对行动银行在处理可疑活动时必须提交可疑报告之余，还要自行采取行动，递交报告并非银行处理腐败或洗钱时的唯一动作。

## 调查
2019年，《BuzzFeed News》获得2657份被泄露的文件，与国际调查记者同盟共享，其中有2121份为可疑活动报告。来自88个国家的400名记者参与文件调查，最终于2020年9月20日公开调查结构。BuzzFeed News和记者同盟表示，文件记录了1999年到2017年间的20万笔交易，总涉案金额高达2万亿美元。但他们也强调，迄今为止各金融机构已向金融犯罪执法局递交了1200万可疑活动报告，他们所获得的文件仅占其中0.02%，调查结果可能不代表所有可疑报告。《迈阿密先驱报》表示，这些文件“是有史以来最详尽的美国财政部遭泄记录”。
《BuzzFeed News》指出，部分记录是美国国会调查俄羅斯干預2016年美國總統選舉时搜集的证据，其他证据则是金融执法局请求执法部门获得的。

## 发现
《BuzzFeed News》点名摩根大通、汇丰银行、渣打集团、德意志银行和纽约梅隆银行参与洗钱，批评美国政府未出面要求银行阻止这些行为。国际调查记者同盟还指美国运通、美国银行、中国银行、巴克莱银行、中国投资有限责任公司、花旗银行、德国商业银行、丹斯克银行、第一共和银行、法国兴业银行、俄罗斯国有开发银行和富国银行牵涉可疑活动报告。他们表示62%的遭泄文件涉及德意志银行，至少20%的文件出现英属维尔京群岛的地址。
文件牵涉到的知名人士包括唐纳德·特朗普竞选助理保羅·馬納福特、爱尔兰土耳其裔黄金交易员雷扎·扎拉布、在逃商人刘特佐和所谓俄罗斯黑帮头目塞米昂·莫吉列維奇。另外文件当中还牵涉到国家力量，例如加拿大广播公司所指的汇丰银行以及澳大利亚广播公司的报道。

### 非洲
安哥拉：安哥拉商人伊萨贝尔·多斯桑托斯自2013年起有洗钱行为。

### 亚洲和大洋洲
：报道指全澳大利亚的银行有1.74亿美元的赃款在流动，其中1.23亿于麥格理銀行流通，4400万于澳洲聯邦銀行流通。
 印度：《印度快报》指金达钢铁电力被德意志银行标记有洗钱行为。
 伊朗：可疑活动报告外加有组织犯罪和腐败报告项目的调查，披露了雷扎·扎拉布逃避对伊朗的经济制裁以及与全球馬格尼茨基人權問責法税务欺诈及其他俄罗斯洗钱计划的细节。
 马来西亚：《马来邮报》指多家国家存在可疑交易，包括在逃商人刘特佐涉案金额25.3亿美元的103项交易。涉事银行还包括花旗银行、德意志银行、汇丰银行、摩根大通及纽约梅隆银行。刘特佐是政府部门一个马来西亚发展有限公司洗钱案的关键人物。另外，该报还表示马来西亚多家本土与海外知名银行及其分布被执法局标记了23项可疑交易，其中488万美元为流入资金，1338万美元为流出资金，包括大众银行、大馬銀行、馬來西亞滙豐銀行、马来西亚联合银行有限公司、大华银行、联昌国际银行及渣打银行。被标记的交易涉及阿富汗、拉脱维亚、波兰、阿拉伯联合酋长国和美国的银行账户。
 菲律賓：菲律宾调查记者中心获得银行秘密报告的缓存，发现菲律宾两家汇款代理商Philrem服务公司和Werquick 于2012年到2016年间发出多达10亿美元的电汇资金，途径他们在金融银行、大都会银行和菲律宾中华银行的外汇账户。其中Philrem和中华银行涉嫌于2016年转移从孟加拉银行盗走的资金。另据报道，有通过性勒索获取的海外资金流入美国多家银行，进入名为“Charvel Yap Rebagay”菲律宾犯罪集团头目的账户，金额高达40万美元。该名人士的公司Digital Minds及其在菲律宾各地的呼叫中心于2014年被菲律宾国家警察和国际刑警组织突击搜查。Rebagay目前仍为在逃通缉犯。
 日本：文件还指负责2020年东京奥运会竞标的顾问机构向前奥委会成员拉明·迪亚克输送37万美元。迪亚克于2020年早些时候因腐败入狱。
 土耳其：土耳其银行活跃银行被指为金融服务公司Wirecard的财务服务商，曾为塔利班洗钱。
 阿联酋：阿聯酋中央銀行被指协助躲避伊朗经济制裁的行为。
 中国：文件显示，汇丰银行曾于2013年10月至2014年3月三次就中国籍商人徐明在该银行开设账户，转移利用其所成立的空壳公司“世界资本市场”（World Capital Market）实施庞氏骗局所得资金，发出可疑活动报告。然而，直到2014年4月美国证券交易委员会提出起诉之后，徐明的帐户才被关闭。徐明后来于2017年被中国当局判刑。

### 欧洲
丹麦：丹麦银行洗钱丑闻的新细节也在文件中公布。
 德国：国际调查记者同盟和德国之声报道指德意志银行名列62%的遭泄文件，所处理的涉案交易高达1.3万亿美元，尽管因违反美国制裁被罚款数百万。《BuzzFeed News》指文件显示德意志银行是有组织犯罪、恐怖分子和贩毒分子洗钱的主要管道。
 爱尔兰：《爱尔兰时报》指都柏林一家名叫国际海外服务集团（International Overseas Services Group）的公司在拉脱维亚里加的办公室，利用1990年代设立的空壳公司UK LLP，帮助俄罗斯及前苏联国家人士在爱沙尼亚和拉脱维亚的银行设立秘密账户。执法局的文件显示2100份苏格兰和英格兰公司的可疑活动报告中，有646份跟这家爱尔兰公司有关，远远超出其他同类实体。对于在洗钱行为中的角色，该公司创办人将自己比作犯罪逃亡车辆的无辜卖家。
 挪威：文件还显示，多家美国银行通知当局，约1.6亿美元的资金从部分国家的银行DNB蒸发，这些交易主要在2015年至2017年间进行，部分可追溯至2008年。
 英国：英国广播公司的报告认为，执法局的文件显示英国银行汇丰参与大量的洗钱交易。截至目前，汇丰银行因代表錫納羅亞和北斯德瓦里販毒集團洗钱8.81亿美元被延期执行。文件还指巴克莱银行代表弗拉基米尔·普京的亲密盟友阿尔卡季·罗滕贝格洗钱，罗滕贝格因参与乌克兰危机被制裁另外，由于出现在可疑报告中的英国公司较多，英国被判定为“高风险管辖区”。
 馬爾他：《马耳他时报》指Afton转至Electrogas的6.47亿美元的款项可疑。

### 美洲
阿根廷：阿根廷公司Vicentin被指洗钱。
 墨西哥：墨西哥总统恩里克·培尼亚·涅托有洗钱行为。文件也披露了亚历克斯·萨伯和Alvaro Pulido控制的Group Grand Limited。纽约梅隆银行据称处理了1.37亿美元维卡币。

## 反应
《BuzzFeed News》联系了文件中出现的银行，其中美国运通和中国银行未有回应，美国银行和第一共和银行拒绝评论。就在全世界的媒体都在准备报道文件时，执法局于9月16日将更改他们的反洗钱计划。
德意志银行评论事件时，表示遭泄文件中的交易发生在2016年前，“已了解到过去我们所控制环境的弱点......我们从错误中汲取教训，系统地解决问题，变更我们的业务范围、我们的控制范围和我们的工作人员”。该银行投资了“10亿美元，改善控制措施、训练及行动流程，将我们的反金融犯罪团队增至1500多人”，表示他们“现在是不一样的银行了”。他们在回应后多加了一份声明，重申他们确保不再发生诈骗的承诺：“至于国际调查记者同盟引用的衍生自可疑活动报告，应当指出，这是银行按照法律主动识别并提交给政府的信息。可疑报告是潜在问题的预警，不是事实。”
渣打银行回应时表示，将尽职责严厉打击金融犯罪。他们自称履行了对执法部门的职责：“银行的责任是建立有效的筛查和监视系统，我们与监管机构和执法部门紧密合作，将肇事者绳之以法。”
金融犯罪执法局谴责泄露事件，称这可能会影响美国的国家安全，破坏调查，威胁提交金融犯罪执法局报告的机构和个人的安全。
参议员伊莉莎白·華倫和伯尼·桑德斯呼吁改革。沃伦参议员呼吁通过她提出的《终结大不能倒法》（Ending Too Big to Jail Act）法案，惩处违法的银行。伯尼·桑德斯表示洗钱行为“不过华尔街的一些日常商业操作”，“华尔街的商业模式是欺诈”。

## 影响
2020年9月21日，多家银行的股价受影响暴跌，其中汇丰银行20年来最大的跌幅。